# Vật lý nguyên tử, phân tử và quang học
Vật lý nguyên tử, phân tử, và quang học (atomic, molecular, and optical physics  - AMO) là môn khoa học nghiên cứu về tương tác vật chất-vật chất và tương tác ánh sáng-vật chất; ở quy mô của một hoặc vài nguyên tử và quy mô năng lượng vài electron volt.:1356 Ba lĩnh vực trên có liên quan chặt chẽ với nhau. Lý thuyết AMO bao gồm các nghiên cứu/tương tác cổ điển, bán cổ điển và lượng tử. Thông thường, lý thuyết và các ứng dụng của phát xạ, hấp thụ, tán xạ của bức xạ điện từ (ánh sáng) của nguyên tử và phân tử ở trạng thái kích thích, phân tích quang phổ, các thế hệ của laser và maser, và các thuộc tính quang học của vật chất nói chung, nằm trong lĩnh vực này.

## Sách tham khảo
- Bransden, B. H.; Joachain, CJ (2002). Physics of Atoms and Molecules (ấn bản thứ 2). Prentice Hall. ISBN 0-582-35692-X.
- Foot, C. J. (2004). Atomic Physics. Oxford University Press. ISBN 0-19-850696-1.
- Herzberg, G. (1979) [1945]. Atomic Spectra and Atomic Structure. Dover. ISBN 0-486-60115-3.
- Condon, E. U. & Shortley, G. H. (1935). The Theory of Atomic Spectra. Cambridge University Press. ISBN 0-521-09209-4.
- Cowan, Robert D. (1981). The Theory of Atomic Structure and Spectra. University of California Press. ISBN 0-520-03821-5.
- Lindgren, I. & Morrison, J. (1986). Atomic Many-Body Theory . Springer-Verlag. ISBN 0-387-16649-1.
- J. R. Hook; H. E. Hall (2010). Solid State Physics (ấn bản thứ 2). Manchester Physics Series, John Wiley & Sons. ISBN 978-0-471-92804-1.
- P. W. Atkins (1978). Physical chemistry. Oxford University Press. ISBN 0-19-855148-7.
- Y. B. Band (2010). Light and Matter: Electromagnetism, Optics, Spectroscopy and Lasers. John Wiley & Sons. ISBN 978-0-471-89931-0.
- I. R. Kenyon (2008). The Light Fantastic – Introduction to Classic and Quantum Optics. Oxford University Press. ISBN 978-0-19-856646-5.
- T.Hey, P.Walters (2009). The New Quantum Universe. Cambridge University Press. ISBN 978-0-521-56457-1.
- R. Loudon (1996). The Quantum Theory of Light. Oxford University Press (Oxford Science Publications). ISBN 978-0-19-850177-0.
- R. Eisberg; R. Resnick (1985). Quantum Physics of Atoms, Molecules, Solids, Nuclei, and Particles (ấn bản thứ 2). John Wiley & Sons. ISBN 978-0-471-87373-0.
- P.W. Atkins (1974). Quanta: A handbook of concepts. Oxford University Press. ISBN 0-19-855493-1.
- E. Abers (2004). Quantum Mechanics. Pearson Ed., Addison Wesley, Prentice Hall Inc. ISBN 978-0-13-146100-0.
- P.W. Atkins (1977). Molecular Quantum Mechanics Parts I and II: An Introduction to QUANTUM CHEMISTRY (Volume 1). Oxford University Press. ISBN 0-19-855129-0.
- P.W. Atkins (1977). Molecular Quantum Mechanics Part III: An Introduction to QUANTUM CHEMISTRY (Volume 2). Oxford University Press. ISBN 0-19-855129-0.